# Sciurus ignitus
El nuecero o ardilla boliviana (Sciurus ignitus) es una especie de roedor esciuromorfo de la familia Sciuridae. Es una ardilla propia de Sudamérica, desde Argentina, Bolivia, Brasil, Ecuador, y Perú a más de 2600 m s. n. m. (por ej. en los Andes).
Su hábitat son los bosques tropicales de yungas, entre los 900 y 2500 m s. n. m., preferentemente allí donde abundan los nogales, cuyos frutos son su principal fuente de alimentos. En la Argentina vive casi exclusivamente en los Parques nacionales Baritú y Calilegua.

## Subespecies
Se conocen cinco subespecies de Sciurus ignitus.
- Sciurus ignitus ignitus
- Sciurus ignitus argentinius
- Sciurus ignitus boliviensis
- Sciurus ignitus cabrerai
- Sciurus ignitus irroratus